# 送り犬
送り犬（おくりいぬ）は、日本の妖怪の一種。東北地方から九州に至るまで各地で送り犬の話は存在するが、地域によっては犬ではなく狼であったり、その行動に若干の違いがある。単に山犬（やまいぬ）、狼（おおかみ）とも呼ばれる。

## 特徴
夜中に山道を歩くと後ろからぴたりとついてくる犬が送り犬である。もし何かの拍子で転んでしまうとたちまち食い殺されてしまうが、転んでも「どっこいしょ」と座ったように見せかけたり、「しんどいわ」とため息交じりに座り、転んだのではなく少し休憩をとる振りをすれば襲いかかってこない。ここまでは各地とも共通だが、犬が体当たりをして突き倒そうとする、転んでしまうとどこからともなく犬の群れが現れ襲いかかってくる等地域によって犬の行動には違いがある。
また、地域によっては無事に山道を抜けた後の話もある。例えば、もし無事に山道を抜けることが出来たら「さよなら」とか「お見送りありがとう」と一言声をかけてやると犬は後を追ってくることがなくなるという話や、家に帰ったらまず足を洗い帰路の無事を感謝して何か一品送り犬に捧げてやると送り犬は帰っていくという話がある。
昭和初期の文献『小県郡民譚集』（小山眞夫・著）には以下のような話がある。長野県の塩田（現・上田市）に住む女が、出産のために夫のもとを離れて実家に戻る途中、山道で産気づき、その場で子供を産み落とした。夜になって何匹もの送り犬が集まり、女は恐れつつ「食うなら食ってくれ」と言ったが、送り犬は襲いかかるどころか、山中の狼から母子を守っていた。やがて送り犬の1匹が、夫を引っぱって来た。夫は妻と子に再会し、送り犬に赤飯を振舞ったという。長野の南佐久郡小海町では、山犬は送り犬と迎え犬に分けられ、送り犬はこの塩田の事例のように人を守るが、迎え犬は人を襲うといわれる。

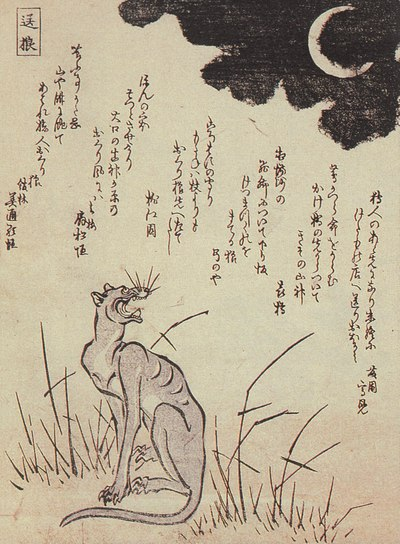
竜斎閑人正澄画『狂歌百物語』より「送り狼」

関東地方から近畿地方にかけての地域と高知県には送り狼（おくりおおかみ）が伝わる。送り犬同様、夜の山道や峠道を行く人の後をついてくるとして恐れられる妖怪であり、転んだ人を食い殺すなどといわれるが、正しく対処すると逆に周囲からその人を守ってくれるともいう。『本朝食鑑』によれば、送り狼に歯向かわずに命乞いをすれば、山中の獣の害から守ってくれるとある。『和漢三才図会』の「狼」の項には、送り狼は夜道を行く人の頭上を何度も跳び越すもので、やはり恐れずに歯向かわなければ害はないが、恐れて転倒した人間には喰らいつくとある。また、火縄の匂いがすると逃げて行くので、山野を行く者は常に火縄を携行するともある。他にも、声をかけたり、落ち着いて煙草をふかしたりすると襲われずに家まで送り届けてくれ、お礼に好物の食べ物や草履の片方などをあげると、満足して帰って行くともいう。
伊豆半島や埼玉県戸田市には、送り犬の仲間とされる送り鼬（おくりいたち）の伝承がある。同様に夜道を歩く人を追って来る妖怪で、草履を投げつけてやると、それを咥えて帰って行くという。
なお、ニホンオオカミは人間を監視するためついて来る習性があったとされる。妖怪探訪家・村上健司も、送り狼は実際にはニホンオオカミそのものを指しており、怪異を起こしたり人を守ったりといった妖怪としての伝承は、ニホンオオカミの行動や習性を人間が都合の良いように解釈したに過ぎないとの仮説をたてている。
好意を装いつつも害心を抱く者や、女の後をつけ狙う男のことを「送り狼」と呼ぶのは、この送り狼の妖怪伝承が由来である。